# Davide Perino
Davide Perino (Roma, 21 luglio 1981) è un doppiatore italiano.

## Biografia
Nato a Roma il 21 luglio 1981, è nipote di Gianfranco Bellini, figlio di Silvia Bellini e fratello maggiore di Elena Perino. Perino ha intrapreso la carriera di attore ad appena due anni e mezzo di età, recitando nel film Magic Moments, con Sergio Castellitto e Stefania Sandrelli.
A poco a poco, si è fatto strada e ha acquisito esperienza, passando per trasmissioni televisive come Pronto, chi gioca?, con Enrica Bonaccorti, numerose pubblicità, episodi di serie TV come Don Matteo 2, Angelo il custode, con Lino Banfi, e il film Natale in India, con Christian De Sica e Massimo Boldi, partecipando inoltre a sfilate come Donna sotto le stelle, dove ha sceso le scale di piazza di Spagna con Ornella Muti.
L'impegno nel doppiaggio ha avuto inizio quando Perino aveva sei anni. La prima importante esperienza per il grande schermo è arrivata con il film di animazione Disney La bella e la bestia, dove ha prestato la voce a Chicco.
È inoltre la voce italiana principale dell'attore Elijah Wood, che ha doppiato nella maggior parte delle sue interpretazioni.
Nel 2022 è stato scelto come nuova voce italiana ufficiale di Gatto Silvestro al posto di Roberto Pedicini, avendo già doppiato Baby Silvestro in Baby Looney Tunes nel 2003.

## Filmografia
- Magic Moments, regia di Luciano Odorisio (1984)
- Chiara e gli altri, regia di Gianfranco Lazzotti (1990)
- La luna nel pozzo, regia di Enzo Balestrieri (1990)
- Angelo il custode, regia di Gianfrancesco Lazotti (2001)
- Don Matteo 2 (2001)
- Natale in India, regia di Neri Parenti (2003)

## Doppiaggio

### Film
- Elijah Wood in  La strada per il paradiso, Amore per sempre, L'innocenza del diavolo, Tempesta di ghiaccio, Deep Impact, The Faculty, Il Signore degli Anelli - La Compagnia dell'Anello, Il Signore degli Anelli - Le due torri, Il Signore degli Anelli - Il ritorno del re, Gli Osbourne, Lo Hobbit - Un viaggio inaspettato, Tutto quello che voglio, Se mi lasci ti cancello, Ogni cosa è illuminata, Hooligans, Bobby, Oxford Murders - Teorema di un delitto, Open Windows, Pawn Shop Chronicles, The Last Witch Hunter - L'ultimo cacciatore di streghe, Il ricatto, I corrotti - The Trust, I Don't Feel at Home in This World Anymore, Come to Daddy, The Monkey
- Jesse Eisenberg in Cursed - Il maleficio, The Social Network, To Rome with Love, Il club degli imperatori, Benvenuti a Zombieland, Solitary Man, Now You See Me - I maghi del crimine, Now You See Me 2, The End of the Tour - Un viaggio con David Foster Wallace, Batman v Superman: Dawn of Justice, American Ultra, Café Society, Zombieland - Doppio colpo, L'arte della difesa personale, Vivarium, Resistance - La voce del silenzio, Zack Snyder's Justice League, A Real Pain
- Shia LaBeouf in Holes - Buchi nel deserto, Il più bel gioco della mia vita, Transformers, Transformers - La vendetta del caduto, Transformers 3, Guida per riconoscere i tuoi santi, La regola del silenzio - The Company You Keep, Disturbia, Fury, Charlie Countryman, Nymphomaniac, La battaglia di Shaker Heights, Borg McEnroe, In viaggio verso un sogno - The Peanut Butter Falcon, Pieces of a Woman
- Miles Teller in Rabbit Hole, Footloose, The Spectacular Now, Whiplash, Quel momento imbarazzante, Fire Squad - Incubo di fuoco, Spiderhead
- Michael Angarano in Sky High - Scuola di superpoteri, Knockout - Resa dei conti, Botte di fortuna, The English Teacher, Empire State, Joker - Wild Card, Oppenheimer
- Michael Cera in Su×bad - Tre menti sopra il pelo, Juno, Anno uno, Facciamola finita, Molly's Game, Gloria Bell, Dream Scenario - Hai mai sognato quest'uomo?, La trama fenicia
- Joe Alwyn in La favorita, Boy Erased - Vite cancellate, Harriet, L'ultima lettera d'amore, Stars at Noon - Stelle a mezzogiorno, Catherine, Kinds of Kindness
- Eddie Redmayne in La teoria del tutto, Animali fantastici e dove trovarli, Animali fantastici - I crimini di Grindelwald, The Aeronauts, Animali fantastici - I segreti di Silente, The Good Nurse
- Pierre Niney in 20 anni di meno, Yves Saint Laurent, Agente speciale 117 al servizio della Repubblica - Allarme rosso in Africa nera, Black Box - La scatola nera, Masquerade - Ladri d'amore, Il libro delle soluzioni, Il conte di Montecristo
- Kyle Gallner in Il messaggero - The Haunting in Connecticut, Nightmare, American Sniper, Smile, Smile 2
- Evan Peters in American Horror Story, Never Back Down - Mai arrendersi, Never Back Down - Combattimento letale, American Animals
- Anton Yelchin in Star Trek, New York, I Love You, Into Darkness - Star Trek, Star Trek Beyond
- Billy Magnussen ne La grande scommessa, Game Night - Indovina chi muore stasera?, Harry Haft - Storia di un sopravvissuto, Road House
- Lucas Till in X-Men - L'inizio, X-Men - Giorni di un futuro passato, X-Men - Apocalisse
- Aaron Taylor-Johnson in Gli ostacoli del cuore, Kick-Ass, Kick-Ass 2
- Dylan O'Brien in Gli stagisti, Deepwater - Inferno sull'oceano, American Assassin
- Jamie Campbell Bower in Sweeney Todd - Il diabolico barbiere di Fleet Street, Anonymous, Horizon: An American Saga - Capitolo 1
- Jannis Niewöhner in Ruby Red, Ruby Red II, Ruby Red III - Verde smeraldo
- Andrew Garfield in Leoni per agnelli, Silence
- Bow Wow in The Fast and the Furious: Tokyo Drift, Fast & Furious 9 - The Fast Saga
- Xavier Samuel in Tre uomini e una pecora, Two Mothers
- Brady Corbet in Thirteen - 13 anni, Melancholia
- Dane DeHaan in Valerian e la città dei mille pianeti, La ragazza dei tulipani
- Ryōsuke Yamada in Fullmetal Alchemist, Fullmetal Alchemist - La vendetta di Scar, Fullmetal Alchemist - Alchimia finale
- Glen Powell in Conspiracy - La cospirazione, Tutti tranne te, Twisters
- Max Thieriot in Tre ragazzi e un bottino, Hates: House at the End of the Street, Point Break
- Michael Jackson in I'm Magic
- Alex Neuberger in Underdog - Storia di un vero supereroe
- Sean Naegeli in Mowgli - Il libro della giungla
- Eddie Deezen in Grease
- Brad Renfro in Amici per sempre
- Armie Hammer in Chiamami col tuo nome
- Gregory Smith in Small Soldiers
- Drake Bell in Superhero - Il più dotato fra i supereroi
- Deance Wyatt in Freedom Writers
- Garikayi Mutambirwa in Clockstoppers
- Gordon Gebert in Tu partirai con me
- Robert Schwartzman in Pretty Princess
- Max Riemelt in L'onda
- Ed Westwick in J. Edgar
- Simon Bird in Finalmente maggiorenni
- Daniel Radcliffe in The Woman in Black
- Lucas Grabeel in Milk
- Logan Lerman in I tre moschettieri
- Chace Crawford in Che cosa aspettarsi quando si aspetta
- Mark Rendall in My One and Only
- Jeremy Allen White in Comic Movie, Shameless U.S.A.
- Ryan Merriman in La vittoria di Luke - The 5th Quarter - In fondo al cuore
- Jesse McCartney in Chernobyl Diaries - La mutazione
- Eddie Hassell in I ragazzi stanno bene
- Heydon Prowse in Il giardino segreto
- Domhnall Gleeson in Doppio gioco
- Jonathan Ahdout in La casa di sabbia e nebbia
- Cody Christian in Angry Games - La ragazza con l'uccello di fuoco
- Jack O'Connell in Unbroken
- Jake McDorman in Aquamarine
- Alden Ehrenreich in Blue Jasmine
- Jake O'Connor in Margaret
- Frankie Fitzgerald in Troy
- Adam Siemion in Schindler's List - La lista di Schindler
- K.J. Apa in Qua la zampa!
- Sam Huntington in Superman Returns
- Chris Marquette in Fanboys
- Rami Malek in The Master
- Algee Smith in Detroit
- Adam Gary Sevani in Step Up: All In
- Zac Efron in Hairspray - Grasso è bello
- Emile Hirsch in Speed Racer, C'era una volta a... Hollywood
- Jaime Lorente in Tutti lo sanno, Tin & Tina
- Charlie Carrick in Il lupo e il leone
- Frank Dillane in Heart of the Sea - Le origini di Moby Dick
- Vincent Lacoste in Tutti gli uomini di Victoria
- Alex Wolff in Boston - Caccia all'uomo
- Jake Weary in It - Capitolo due
- Dacre Montgomery in Elvis
- Andy Samberg in Palm Springs - Vivi come se non ci fosse un domani
- Aleksandr Seteykin in Major Grom - Il medico della peste
- Arturo Castro in The Menu
- Jake Horowitz in Bones and All
- David Kross in The Keeper
- Dylan Sprouse in After 2
- Edouard Philipponnat in Napoleon
- Enzo Vogrincic Roldán in La società della neve
- Sebastiano Pigazzi in Time Is Up
- Tzebo Leokaoke in Ci hai rotto papà
- Go Kyung-pyo in Decision to Leave
- Bang Hyoup in Bichunmoo
- Joseph Mazzello in G.I. Joe - La vendetta
- Chang-Hsien Tsai in Monga
- Charlie Hunnam in Rebel Moon - Parte 1: Figlia del fuoco
- Amandeep Singh in Il ragazzo e la tigre
- Niels Schneider in Un colpo di fortuna - Coup de chance
- Alex Sharp in Living
- David Watts in The Beekeeper
- Conor MacNeill in L'ultima vendetta
- Noah Robbins in Fly Me to the Moon - Le due facce della Luna
- Dave Franco in Love Lies Bleeding
- Gore Abrams in The Substance
- Alex Høgh Andersen ne La stanza accanto
- Paul Spera in Maria
- Anthony Carrigan in Death of a Unicorn
- Joachim Fjelstrup in Amore a Copenhagen
- Max Verstappen in F1 - Il film
- Skyler Gisondo in Superman
- Pete Davidson ne Il blindato dell'amore

### Film d'animazione
- Jonathan in Hotel Transylvania, Hotel Transylvania 2, Hotel Transylvania 3 - Una vacanza mostruosa, Hotel Transylvania - Uno scambio mostruoso
- Alvin Seville in Alvin Superstar, Alvin Superstar 2, Alvin Superstar 3 - Si salvi chi può!, Alvin Superstar - Nessuno ci può fermare
- Timmy in Winx Club - Il segreto del regno perduto, Winx Club 3D - Magica avventura
- Walter in I Muppet, Muppets 2 - Ricercati, Muppets Haunted Mansion - La casa stregata
- Bodi in Rock Dog, Rock Dog 2, Rock Dog 3
- Peter Pan (canto) e Gus (canto) ne Il bianco Natale di Topolino - È festa in casa Disney
- Edgar in C'era una volta nella foresta
- Van in Eliseo
- Tombo in Kiki - Consegne a domicilio
- Capo dei topi in Il gatto con gli stivali (ediz. DVD - 2004)
- Toughwood in Valiant - Piccioni da combattimento
- Linden in Barbie Fairytopia - La magia dell'arcobaleno
- Donatello in TMNT
- Eze in Uno zoo in fuga
- Principe Ivan in Bartok il magnifico
- Chicco in La Bella e la Bestia
- Flounder in La sirenetta II - Ritorno agli abissi
- 9 in 9
- Yors ne Gli Smile and Go e il braciere bifuoco
- Padre di Yara ne La Pallastrike sull'Isola di Pasqua
- Tintin in Le avventure di Tintin - Il segreto dell'Unicorno
- Numero 2 in Pirati! Briganti da strapazzo
- Wasabi in Big Hero 6
- Mune in Mune - Il guardiano della luna
- Robinson Crusoe in Robinson Crusoe
- Takuya Shirakawa in Oltre le nuvole, il luogo promessoci
- Shiro Kabuto in Mazinga Z Infinity
- Lloyd in LEGO Ninjago - Il film
- Giuseppe ne Gli eroi del Natale
- Principe Carlos in Barbie Mariposa e le sue amiche fate farfalle
- Yama in Capitan Harlock 3D
- Damian Wayne/Robin in Batman Ninja
- Anton in Rabbit School - I guardiani dell'uovo d'oro
- Buck in A spasso con Willy
- Ryder in Frozen II - Il segreto di Arendelle
- Rex Dasher in Playmobil: The Movie
- Hayato Matsūra in Josée, la tigre e i pesci
- Deborahbot 5000 ne I Mitchell contro le macchine
- Roland in Pil's Adventures - Un regno da salvare
- Bob Cratchit in Scrooge - Canto di Natale
- Piccolo Fulmine in Yakari - Un viaggio spettacolare
- Phileas in Il giro del mondo in 80 giorni
- Thut in Mummie - A spasso nel tempo
- Goemon Ishikawa XIII in Lupin III vs. Occhi di gatto
- Silvestro in Re Titti
- Gerry in Luck
- AG. Pleakley in Lilo & Stitch

### Serie televisive
- Finn Jones ne Il Trono di Spade, Iron Fist, The Defenders, Luke Cage
- Elijah Wood in Wilfred, L'isola del tesoro, Dirk Gently - Agenzia di investigazione olistica
- Michael Cera in Arrested Development - Ti presento i miei, Twin Peaks (serie del 2017), Black Mirror, Life & Beth
- DJ Qualls in Supernatural, Memphis Beat
- Frank Dillane in The Girlfriend Experience, Nell - Rinnegata
- Justin Berfield in Malcolm (stagioni 6-7)
- Evan Peters in American Horror Story
- Cody Kasch in Desperate Housewives
- Christopher Larkin in The 100
- Colin Morgan in Merlin
- Jamie Campbell Bower in Stranger Things
- Mike Bailey in Skins
- Brendan Robinson in Pretty Little Liars
- Matt Dallas in Kyle XY
- Michael Angarano in The Knick
- Brian Miller in Still Standing
- Jacob Zachar in Greek - La confraternita
- Kelly Blatz in Aaron Stone
- Chace Crawford in Gossip Girl
- Jeremy Allen White in Shameless
- Shayne Topp in So Random!
- Jeremy Jordan in Supergirl
- Giordano Franchetti in Tutta la musica del cuore
- Daniele La Leggia in Cenerentola
- Aaron Paul in Criminal Minds
- Hunter Parrish in Weeds
- Jean-Luc Bilodeau in Baby Daddy
- Victorio D'Alessandro in Teen Angels
- Brian Vainberg in Il mondo di Patty
- Marc Ruchmann in Tutte per una
- Robert Bailey, Jr. in The Night Shift
- Michael Zegen in The Penguin
- Al Weaver in Grantchester
- Daniel Ezra in All American
- Pierre Niney in Fiasco
- Suraj Sharma in How I Met Your Father
- Morgan David Jones in Jupiter's Legacy
- Ncuti Gatwa in Doctor Who
- Takayuki Yamada in Il regista nudo
- Joe Alwyn in Conversations with Friends
- Maxence Lapérouse in Panda
- Kyle Gallner in The Walking Dead
- Haley Joel Osment in Walker Texas Ranger
- Emilio Sakraya in Those About to Die
- Eddie Redmayne in The Day of the Jackal

### Serie animate
- Cody Jameson Anderson in A tutto reality - L'isola, A tutto reality - Azione!, A tutto reality - Il tour, A tutto reality: le origini
- Spider-Man/Peter Parker in Ultimate Spider-Man, Avengers Assemble (st. 1-2), Hulk e gli agenti S.M.A.S.H., Phineas e Ferb: Missione Marvel
- Silvestro in Bugs Bunny Costruzioni, Looney Tunes Cartoons (st. 5-6), Tiny Toons Looniversity
- Suzaku Kururugi in Code Geass: Lelouch of the Rebellion, Code Geass: Akito the Exiled
- Cleveland Brown Jr. ne I Griffin, The Cleveland Show
- Wile E. Coyote in Bugs! A Looney Tunes Prod./New Looney Tunes e Bugs Bunny costruzioni
- Neil Goldman (st. 10+), Holden Caulfield, Jeff Campbell, Michael Milano ed Elijah Wood ne I Griffin
- Spada (st. 18+), nerd al Comicalooza #2 e Steve Fishbein (entrambi ep. 32x7) ne I Simpson[3]
- Walter in I Muppet, Ecco i Muppet
- Harry Osborn e Green Goblin in The Spectacular Spider-Man
- Danny Mellow in Che campioni Holly e Benji!!!
- Hisashi Jonouchi in Boogiepop Phantom
- Koji Onishi in Transformers: Robots in Disguise
- Kamina Ayato in RahXephon
- Yuya Aso in Super Gals! - Tre ragazze alla moda
- Yu Goto in Noein
- Amuro Ray in Mobile Suit Gundam
- Sasori in Naruto: Shippuden
- Koichi Aizawa in Nabari No Ou
- Eric Needles ne I Fantaeroi (st. 1)
- Flounder in La sirenetta - Le nuove avventure marine di Ariel
- Chester McBadbat in Due fantagenitori (st. 1-3, 6-10)
- Ichiro "Chiro" Takagi in Super Robot Monkey Team Hyperforce Go!
- Abyo in Pucca
- Jordan Wilde in Oban Star-Racers
- Shelton (2ª voce) in The Replacements - Agenzia sostituzioni
- Brad in American Dragon: Jake Long
- Kurapika in Hunter × Hunter (serie del 1999)
- Keith Goodman/Sky High in Tiger & Bunny
- Masao in Shin Chan
- Kwok in La famiglia Proud
- Brian in Pig City
- Elia in Teen Days
- Albert de Morcerf ne Il conte di Montecristo
- Beck in Tron - La serie
- Kondo in Mix: Meisei Story
- Sam Kincaid in Inazuma Eleven
- Naota Nandaba in FLCL
- Kyon in La malinconia di Haruhi Suzumiya
- Rossiu Adai in Sfondamento dei cieli Gurren Lagann
- Brando in Leonardo
- Tino Tonitini in Finalmente weekend!
- Josh Mankey in Kim Possible
- Naoki in Paranoia Agent
- Baby Silvestro in Baby Looney Tunes
- Chicco in House of Mouse - Il Topoclub
- Wasabi in Big Hero 6 - La serie
- Dagur lo Squilibrato in Dragons
- Blu in Arcobaleno
- Lucho ne I Lunnis
- Naoki Fujieda in Nana
- Iemon in Onimusha
- Sting Eucliffe (1ª voce) in Fairy Tail
- Alvin Seville in Alvinnn!!! e i Chipmunks
- Kevin Crawford (2ª voce) in Paradise Police
- Unità Endymion in Mobile Suit Gundam GQuuuuuuX

### Film TV
- Eric Christian Olsen in The Last Kiss
- Matt Dallas in Un principe in giacca e cravatta
- Stanley Eldridge in William & Kate - Un amore da favola
- Ben Silverstone ne I ricordi di Abbey
- Francesco De Pasquale ne Il ritorno del piccolo Lord
- Paolo Romio in Amanda Knox
- Kevin McHale in L'ottava nota - Boychoir
- Beau Schneider in Master spy - una spia per amico
- Joey Zimmerman in Ritorno ad Halloweentown

### Videogiochi
- Peter Pan (giovane) ne La rivincita dei Cattivi (1999)[4]
- Spyro in The Legend of Spyro: A New Beginning (2006),[5] The Legend of Spyro: The Eternal Night (2007),[6] The Legend of Spyro: L'alba del drago (2008)[7]
- Spider-Man in Disney Infinity 2.0: Marvel Super Heroes (2014) e Disney Infinity 3.0 (2015)[8]
- Johnny in Hotel Transylvania - Avventure da paura (2022)[9]

## Radio
- Tazio Nuvolari - sceneggiato (Rai Radio 2, 2003)

## CD
Voce narrante nel CD Tolkieniana - Verso Minas Tirith di Edoardo Volpi Kellermann

## Riconoscimenti
- 2002 - Gran Galà del Doppiaggio Romics DD: rivelazione maschile
- 2003 - Acquafestival: Sirenetta d'oro dell' voce maschile 2003[10].
- 2007 Gran Galà del Doppiaggio Romics DD: Premio per il Miglior doppiaggio maschile di un cartone animato[10].
- 2010 - Fiera Nazionale del Libro di Roma: targa di Roma Capitale per pubblicità e letture dal vivo del romanzo fantasy Danny Parker e la spada di ghiaccio[10].
- 2011 - Gran Galà del Doppiaggio Romics DD: Premio Voce Maschile dell'anno e Miglior voce maschile di un cartone animato (The Cleveland Show), Miglior voce protagonista (The Social Network)[10].
- 2014 Festival Le voci del cinema: Microfono d'oro per Merlin[10].
- 2016 - Gran Galà del Doppiaggio Romics DD: premio per il doppiaggio del miglior film con La teoria del tutto[10]